# Alfonso Asturaro
Alfonso Asturaro (Catanzaro, 17 agosto 1854 – Chiavari, 15 dicembre 1917) è stato un sociologo italiano.

## Biografia
Positivista, fu docente di filosofia morale all'università di Genova dal 1886. La sua opera più conosciuta è La sociologia, i suoi metodi e le sue scoperte (1896).